# Championnat national de basket-ball 1921
Navigation
Saison suivante
En 1921, le Stade français est la première équipe sacrée championne de France de basket-ball, à l'issue d'un tournoi de "championnat national" disputé à Saint-Cloud. En raison du caractère non officiel du tournoi, ce titre est longtemps contesté, avant d'être finalement officialisé en 2002. Ce tournoi est donc considéré comme la 1re édition du championnat de France de basket-ball.

## Présentation
En janvier 1921 la Ligue Parisienne de la Fédération française d'athlétisme, sous l'impulsion du Lieutenant Caste du Bataillon de Joinville, organise un championnat de basket-ball regroupant des équipes parisienne et une normande (GS Amfreville). Au mois de mai 1921, Caste prend contact avec l'Abbé Guédré, président de la commission de basket-ball de l'Union Régionale de la Seine, afin d'organiser un tournoi de "championnat national" entre les deux meilleures équipes de la FFA (Stade Français et École Polytechnique) et les deux meilleures équipes "patros" de la FGSPF (Sportive d'Ivry Port et CS Plaisance). Le Stade Français l'emporte en finale face à l’École Polytechnique sur le score de 23 à 17, dans le parc de la Faisanderie à Saint-Cloud.
L’Évreux AC est lui vainqueur du tournoi de l’Alcazar, qui se déroule le 1er janvier 1922. Officiellement tournoi de "propagande", regroupant le Stade Français, l'EN Arras, le Galia Club de Soissons et L'Évreux AC. Ce dernier l'emporte (25 à 21 face à Soissons) mais il n'est alors pas question de titre national.
Évreux qui avait pourtant battu le club parisien dans une compétition officielle n’a pas été invité à défendre ses chances dans la quête du titre officiel.
Cette affaire est aujourd’hui considérée comme une des plus grandes injustices de l’histoire du sport français.
En 1951 le Colonel en retraite Beaupuis, ancien joueur d'Évreux, conteste donc le titre du Stade Français et affirme qu'il doit revenir à son ancien club, vainqueur du tournoi de l'Alcazar auquel a participé le club parisien. 
En 2002, une cérémonie en l'honneur d'un vétéran du Stade Français, Robert Cohu, officialise l'attribution du titre de 1921 au Stade Français.

## Équipes participantes
École polytechnique

CS Plaisance

Sportive d'Ivry Port

Stade français

## Finale
Stade français - École polytechnique : 23-17

## Sources
- Le Basketball, Encyclopédie des Sports Modernes, collectif, éditions Kister & Schmid, Genève, 1955.
- Gérard Bosc, Une Histoire du basket français... tome 1, éditions Presses du Louvre, 2002.